# Pastviny
Pastviny (deutsch Weiden) ist eine Gemeinde in Tschechien. Sie befindet sich sieben Kilometer östlich von Žamberk im Adlergebirge und gehört zum Okres Ústí nad Orlicí.

## Geographie
Pastviny liegt am linken Ufer des Stausees Pastviny, in dem die Wilde Adler angestaut wird. Über die Talsperre und durch den Ort führt die Staatsstraße 312 zwischen Žamberk und Králíky.
Nachbarorte sind Zbudov und Lhotka im Norden, Orlička und České Petrovice im Nordosten, Vitanov und Vlčkovice im Osten, Studené im Südosten, Údolí, Vejrov und Nekoř im Süden, Líšnice und Polska im Südwesten, Zakopánka im Westen sowie Kunvald im Nordwesten.

## Geschichte
Die erste urkundliche Erwähnung von Pastviny stammt aus dem Jahre 1543.
Zwischen 1933 und 1938 erfolgte der Bau der Talsperre Pastviny, durch die 63 Häuser des Dorfes überflutet wurden. In den Jahren 1934 bis 1936 wurde der Viadukt über das Tal der Wilden Adler erbaut, über den die Straße die Talsperre quert.
Der Stausee dient dem Hochwasserschutz und wird zu Erholungszwecken genützt. In Pastviny befinden sich drei Campingplätze sowie mehrere Feriensiedlungen.

## Ortsgliederung
Für die Gemeinde Pastviny sind keine Ortsteile ausgewiesen. Zum Ort gehört die Ortslage Vitanov.

## Sehenswürdigkeiten
- Vejdovy lípy, 700-800jährige Linden, seit 1513 schriftlich belegt
- Marienkapelle in Vitanov, errichtet 1874–1875